# Somerset Park
El Somerset Park es un estadio de fútbol ubicado en la ciudad de Ayr, South Ayrshire, Escocia. El estadio posee una capacidad de 10.185 asientos y es sede del Ayr United FC de la Premier League de Escocia.

## Historia
Somerset Park se construyó en 1888 para el Ayr FC, se utilizó por primera vez para un partido amistoso contra el Aston Villa de Inglaterra.
El Ayr FC ingresó a la Liga Escocesa de Fútbol en 1897, pero permaneció estancado en la División 2, al igual que el otro club de la ciudad, el Ayr Parkhouse. Los dos clubes decidieron entonces fusionarse para crear un club más capaz de conquistar el acceso a la élite. El club resultante, Ayr United, juega en Somerset Park desde entonces.
Ayr United adquirió el estadio en 1920 por £ 2.500. Cuatro años después se construyó una nueva tribuna, obra del arquitecto Archibald Leitch, que obligó a cambiar la orientación del terreno de juego. Un techo fue erigido en 1933.
El récord de asistencia al estadio se estableció 13 de septiembre de 1969, con motivo de un partido entre Ayr United y Glasgow Rangers, con 25.225 espectadores. Desde entonces, la capacidad se ha reducido a 10.185 plazas.
En 2022 Ayr United reveló planes para construir una nueva tribuna norte en Somerset Park, el ambicioso proyecto verá una combinación de 700 asientos, tribunas cubiertas y nuevas oficinas. Se incluye además una nueva y lujosa suite de hospitalidad, integrada dentro de la estructura, atenderá a alrededor de 170 invitados.

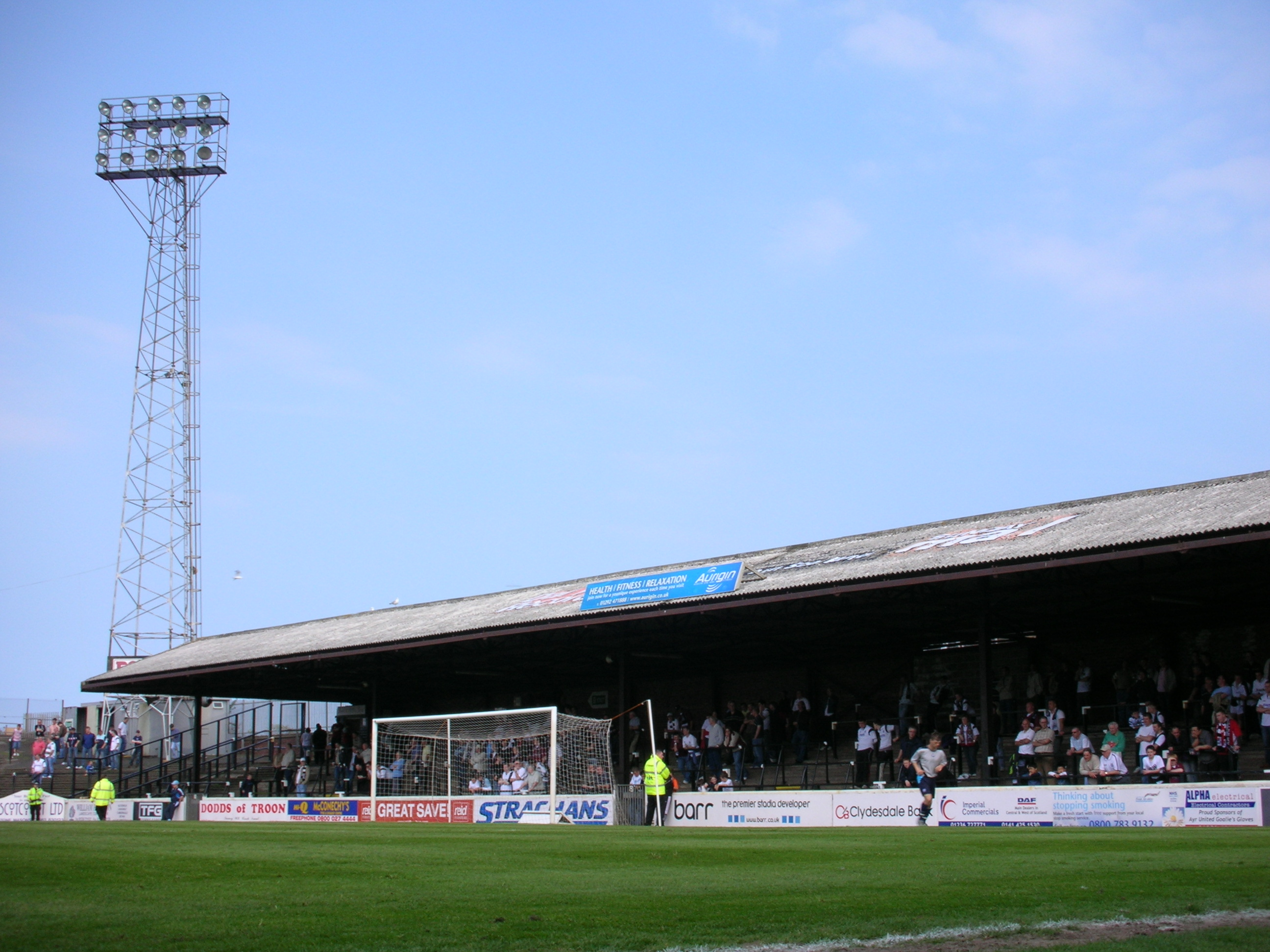